# Куп СФР Југославије у рагбију 1981.
Куп СФР Југославије у рагбију 1981. је било 22. издање купа комунистичке Југославије у рагбију. Играло се по правилима рагбија 15. 
Трофеј је освојио Загреб.
Финале
| Рагби клуб Загреб | 13 – 4 | Рагби клуб Нада Сплит |
| ----------------- | ------ | --------------------- |
|                   |        |                       |

| Освајач купа Југославије у рагбију 1981. |
| ---------------------------------------- |
| Рагби клуб Загреб 3. трофеј              |